# Пей, Кейт
Кэ́трин Энн «Кейт» Пей (англ. Katherine Anne "Kate" Paye; род. 6 марта 1974 года в Вудсайде, Калифорния, США) — американская профессиональная баскетболистка, выступавшая в женской национальной баскетбольной ассоциации. Не выставляла свою кандидатуру на драфт ВНБА 1999 года, но ещё до старта следующего сезона заключила договор с командой «Миннесота Линкс». Играла в амплуа разыгрывающего защитника. После окончания университета вошла в тренерский штаб команды NCAA «Сан-Диего Стэйт Ацтекс». В настоящее время она является ассистентом главного тренера родной студенческой команды «Стэнфорд Кардинал».

## Ранние годы
Кейт родилась 6 марта 1974 года в самоуправляющемся городе Вудсайд (штат Калифорния) в семье Джона и Энн Пей, у неё есть брат, Джон, и сестра, Эми, училась же в соседнем городе Атертон в средней школе Менло, в которой играла за местную баскетбольную команду.